# Hermann Klasing
Otto August Hermann Klasing (* 7. September 1859 in Bielefeld; † 9. September 1951 in Detmold) war ein deutscher Schriftsteller, Rechtsanwalt und Notar.

## Leben und Wirken
Herrmann Klasing wurde am 7. September 1859 in Bielefeld geboren. Nachdem er in seiner Heimatstadt das Abitur erlangt hatte, studierte Klasing Jura an den Universitäten in Tübingen, Leipzig und Göttingen. Nach der Promotion zum Dr. iur. war er als Rechtsanwalt und Notar zunächst in Herford und seit 1893 in Detmold tätig.
Neben seiner Tätigkeit als Jurist verfasste Hermann Klasing Tragödien, Gedichte und genealogische Studien. Sein „Blut-und-Boden-Drama“ Katte wurde am 8. Oktober 1933 anlässlich der Einweihung eines Horst-Wessel-Denkmals im Stadttheater Bielefeld uraufgeführt.

## Werke
- Zwei Tragödien. Velhagen & Klasing, Bielefeld 1922.
- Katte. Tragödie. Velhagen & Klasing, Bielefeld/Leipzig 1930.
- Michael Kohlhaas. Tragödie. Velhagen & Klasing, Bielefeld/Leipzig 1930.
- Dramatische Dichtungen. 2 Bände. Velhagen & Klasing, Bielefeld/Leipzig 1930.
- Beiträge zur Geschichte der Familie Klasing. Velhagen & Klasing, Bielefeld 1930.
- Blindhuhn. Sinngedichte. Fischer & Wittig, Leipzig 1939.